# David Evans (Offizier)
Sir David George Evans, GCB, CBE (* 14. Juli 1924 in Windsor, Ontario, Kanada; † 21. Februar 2020) war ein Offizier der Royal Air Force (RAF), der unter anderem als General (Air Chief Marshal) von 1977 bis 1980 Oberkommandierender des Luftangriffskommandos (RAF Strike Command) sowie zwischen 1981 und 1983 Vize-Chef des Verteidigungsstabes (Vice-Chief of the Defence Staff) war. Nach seinem Ausscheiden aus dem aktiven Militärdienst war er zwischen 1985 und 1999 Wappenkönig des Order of the Bath (Bath King of Arms). Daneben engagierte er sich über viele Jahre im Vorstand der Navy, Army and Air Force Institutes NAAFI, einer Organisation, die Angehörigen der britischen Streitkräfte und ihren Familien im In- und Ausland Erholungs-, Sport- und Freizeiteinrichtungen bietet und sie mit Waren des täglichen Bedarfs versorgt.

## Leben

### Offiziersausbildung, Zweiter Weltkrieg und Stabsoffizier
David George Evans trat nach dem Schulbesuch in Kanada während des Zweiten Weltkrieges in die Royal Air Force (RAF) ein und absolvierte in Kanada seine Flugausbildung. Am 7. April 1944 wurde er zum Leutnant (Pilot Officer) befördert und erhielt nach einer Ausbildung an der Operational Training Unit (OTU) in Ismailia am 7. Oktober 1944 den kriegsdienstbezogenen (War Substantive) Dienstgrad als Oberleutnant (Flying Officer). Er war im letzten Kriegsjahr als Pilot in Italien und Nordwesteuropa eingesetzt und erhielt am 7. April 1946 den kriegsdienstbezogenen Dienstgrad als Hauptmann, ehe er am 7. Oktober 1947 seine Beförderung zum Hauptmann (Flight Lieutenant) erhielt. In den ersten Nachkriegsjahren fand er Verwendung als Pilot, Taktikoffizier sowie als Qualifizierter Fluglehrer QFI (Qualified Flying Instructor).
1953 wurde er Kommandeur einer Staffel an der Zentralflugschule (Central Flying School) und wurde als solcher am 1. Oktober 1954 zum Major (Squadron Leader) befördert. Am 9. Juni 1955 wurde er mit der Queen’s Commendation for Valuable Service in the Air (QCVSA) ausgezeichnet. Nachdem er zwischen 1955 und Juni 1956 das Royal Air Force Staff College Bracknell besucht hatte, wurde er im Juni 1956 Kommandeur (Commanding Officer) der No. 11 Squadron RAF sowie am 21. Januar 1958 Personalstabsoffizier beim Oberkommandierenden der Zweiten Taktischen Luftflotte (RAF Second Tactical Air Force). Nach seiner kommissarischen Ernennung zum Oberstleutnant (Acting Wing Commander) am 24. März 1959 wurde er Kommandeur des Fliegerischen Geschwaders des Luftwaffenstützpunktes RAF Coltishall und erhielt als solcher am 1. Juli 1959 seine Beförderung zum Oberstleutnant (Wing Commander). 1961 begann er einen Lehrgang an der Schule für Luftkriegsführung (RAF College of Air Warfare) und erhielt für seine Verdienste am 1. Januar 1962 das Offizierskreuz des Order of the British Empire (OBE). Im Anschluss wurde er am 12. Februar 1962 Stabsoffizier im Büro des Chef des Luftwaffenstabes (Chief of the Air Staff) sowie am 7. Februar 1963 Stabsoffizier in der Abteilung Planung des Luftwaffenstabes. Am 15. April 1964 übernahm er bis zum 12. Oktober 1966 den Posten als Kommandant der Luftwaffenbasis RAF Gütersloh und wurde in dieser Funktion am 1. Juli 1964 auch zum Oberst (Group Captain) befördert.

### Aufstieg zum Air Chief Marshal
Am 1. Januar 1967 wurde David Evans Commander des Order of the British Empire (CBE) und besuchte 1967 das Imperial Defence College (IDC) in London. Am 1. Januar 1968 wurde er zum Brigadegeneral (Air Commodore) befördert und übernahm am 30. April 1968 den Posten als verantwortlicher General für die Zentrale Organisation für Taktik und Prüfungen (Air Officer-in-Charge, Central Tactics and Trials Organisation). Nach seiner kommissarischen Ernennung zum Generalmajor (Acting Air Vice-Marshal) am 2. Dezember 1970 wurde er Assistierender Chef des Luftwaffenstabes und war als solcher bis Januar 1973 zuständig für Operationen (Assistant Chief of the Air Staff (Operations)). In diese Zeit fiel am 1. Januar 1971 seine Beförderung zum Generalmajor (Air Vice-Marshal). Am 3. März 1973 wurde er Kommandierender General (Air Officer Commanding) der No. 1 Group RAF und verblieb in dieser Funktion bis zum 29. November 1975.
Evans erhielt am 29. November 1975 den kommissarischen Dienstgrad eines Generalleutnants (Acting Air Marshal) und löste am 14. Februar 1976 Air Marshal Sir Ruthven Wade als Vizechef des Luftwaffenstabes (Vice Chief of the Air Staff) ab. Diesen Posten bekleidete er bis zum 26. März 1977 und wurde daraufhin von Air Marshal Peter Terry abgelöst. In dieser Verwendung wurde er am 1. Juli 1976 zum Generalleutnant (Air Marshal) befördert und zudem am 31. Dezember 1976 zum Knight Commander des Order of the Bath (KCB) geschlagen, so dass er seither den Namenszusatz „Sir“ führte. Im Anschluss übernahm er am 26. März 1977 von Air Chief Marshal Sir Nigel Maynard den Posten als Kommandierender General (Air Officer Commanding-in-Chief) des Luftangriffskommandos (RAF Strike Command). Auf diesem Posten wurde er im September 1980 von Air Chief Marshal Keith Williamson abgelöst. Er wurde während dieser Zeit am 31. März 1978 zum General (Air Chief Marshal) befördert und des Weiteren am 16. Juni 1979 auch als Knight Grand Cross des Order of the Bath (GCB) ausgezeichnet.
Zuletzt löste Air Chief Marshal Sir David Evans im Juni 1981 General Patrick Howard-Dobson als Vize-Chef des Verteidigungsstabes für Personal und Logistik (Vice-Chief of the Defence Staff, Personnel and Logistics) ab und hatte diese Funktion im Verteidigungsministerium bis Juni 1983 inne, woraufhin Admiral Sir Peter Herbert seine dortige Nachfolge antrat. Am 9. August 1983 trat er schließlich in den Ruhestand.
Nach seinem Ausscheiden aus dem aktiven Militärdienst war er zwischen 1985 und 1999 Wappenkönig und damit oberster Herold des Order of the Bath (King of Arms of the Order of the Bath). Daneben engagierte er sich über viele Jahre für die Navy, Army and Air Force Institutes NAAFI, eine Organisation, die Angehörigen der britischen Streitkräfte und ihren Familien im In- und Ausland Erholungs-, Sport- und Freizeiteinrichtungen bietet und sie mit Waren des täglichen Bedarfs versorgt. Er war zwischen 1984 und 2001 Vorstandsmitglied, zwischen 1981 und 1983 Präsident des Beirates sowie von 1991 bis 2001 stellvertretender Vorsitzender der NAAFI. Des Weiteren war er Mitglied des Aufsichtsrates des Luftfahrt- und Rüstungskonzerns British Aerospace.